# Прогоњен (филм)
Прогоњен (енгл. The Hunted), амерички је криминалистички трилер филм из 1995. у режији Џ. Ф. Лотона, а главне улоге тумаче Кристофер Ламбер, Џон Лоун, Џоан Чен, Јошио Харада и Јоко Симада.

## Радња
Радња филма заснована је на сукобу јапанских самураја и нинџа кланова, који је почео током средњег века и траје до данас. Школа самураја Кенџуцуа је већ неколико векова у сукобу са кланом нинџа Макато, на чијем је челу тренутно извесни Кињо, мистериозни човек чије лице нико никада није видео. Школу Кењутсуа већ дуго води клан Такедо, а Такедо сенсеи сања да се бори против Кињоа, али не може да пронађе његов траг. Једног дана код њега долази његов стари пријатељ др Јамура и говори му да је рањени Американац, информатичар Пол Расин, доведен у његову болницу. Узрок повреде је Макатов шурикен. Сенсеи осећа да је пут до Кињоа сада отворен - преко Пола, који је у невољи.
Пол, који је боравио у Нагоји, постао је несвесни сведок нарученог убиства лепе Кирине, са којом је претходног дана провео незаборавну љубавну ноћ (Кинџо и његови послушници су у то време били у суседној соби). Кињо, задивљен храбрим понашањем своје жртве, непромишљено пристаје на Киринин последњи захтев пре погубљења – да открије своје лице, што нинџе обично никада не чине. Видевши лица свих Кирининих убица, укључујући и Кињо, Пол је погођен отровним шурикеном, али срећним случајем остаје жив. У делиријуму га непрестано прогања слика покојног љубавника. Сада Расин, који је остао жив, представља претњу за Кињо и његов клан.
Доктор Јамура, Сенсеи Такедо и његова супруга Мијако посећују Пола у болници и покушавају да га убеде да је у опасности. Али рањеник им не верује и, као прави Американац, у потпуности се ослања на неколико чувара закона који га штите. Једва се пробудио, спрема се журно да напусти болницу, али га зауставља локални шеф полиције који се тамо појављује. Он страствено убеђује Расина да клан Кињо није ништа друго до мит, али изненада пада, погођен стрелама нинџа које су ушле у болницу, који успевају да прво убију доктора, а затим и сву полицију. Узвраћајући пуцањем из револвера шефа полиције, Пол бежи од убица, ранивши једног од нападача, а затим телефоном контактира породицу Такедо, након чега њих тројица покушавају да оду брзим возом из Нагоје до уточишта - предака. Замак Кењутсу на острву.
У возу метака, Расин, врео за петама најбољих Кинџоових бораца, налази се под заштитом самураја и његове жене. Оба возача постају прве жртве нинџе, након чега Кињоови људи пролазе кроз главна кола, убијајући све путнике заредом, али их зауставља Такедова катана и стреле испаљене из Мијакиног лука. На завршној станици полиција посматра расплет крваве драме – сви нападачи су мртви, али Такедо и његова супруга се не усуђују да ухапсе, пошто има доста сведока, а власти сматрају очигледним да је пар деловао у самоодбрани и за заштиту путника. Полиција жели да узме Такедов мач, који је оружје за убиство, а затим самурај сломи сечиво газећи га ногом, након чега он кротко предаје своје оружје.
На острву Пол, Расин је на сигурном и убрзо се спријатељи са пијаним оружаром Ошимом, коме Такедо поверава да искује нови мач. Самурај има своје планове за Американца: жели да га користи као мамац. Међутим, током три недеље, док оружар кује нови мач, Расин постаје не само његов помоћник, већ и ученик, пошто пијани старац такође има вештине у употреби оружја које прави. У међувремену, изнервирани Кињо се прво обрачунава са својим залуталим послушницима, а затим покушава да пронађе „духа“ који му је украо борбени дух. Једном када је мач искован, Такедо се намерно стара да нинџа сазна за присуство Американца на острву, и од њега прави заробљеника.
Сазнавши да се Расин крије у замку Такедо, Кињо пристаје да се бори против самураја како би добио главу гаијина који га је открио. Безобзирно се ослањајући на кодекс части, Такедо се спрема за дуел са самим собом, али подмукли вођа убица игра непоштену игру и напада замак са целим одредом. У неравноправној борби са нинџом, сви ученици самураја умиру, а Мијако добија озбиљну рану. У међувремену, Ошима успева да из затвора ослободи пријатеља Американца, који, на своје изненађење, глатко одбија да напусти острво чамцем.
Током бруталног дуела Такеда и Кињоа, спретни и млади нинџа успева да нанесе смртну рану свом противнику, али је и сам повређен у десну руку, након чега је принуђен да пребаци мач у леву. Мијако, која је посматрала борбу, спрема се да прати свог мужа, али се у одлучујућем тренутку појављује Расин. У борби мачевима амерички почетник успева да искористи Кинџову рану и победи много јачег и опаснијег противника, који на крају гине под срушеним кровом оближње зграде. Обучен у оклоп и наоружан до зуба, Осхима, који је, савладавши страх, ризиковао да се врати, може само да позове полицију и покупи мртве.
У време Кињоове смрти, Мијако је последњи преживели члан самурајске породице, чиме је обележена победа клана Такеда над кланом нинџа Макато.